# همه‌پرسی
هَمه‌پُرسی یا رِفِراندوم (به فرانسوی: Référendum) رأی‌گیری مستقیم از همهٔ اعضای تشکیل‌دهندهٔ یک سازمان یا جامعه است که برای رد یا تصویب سیاستی که رهبران یا نمایندگان پیشنهاد کرده‌اند، انجام می‌شود. هدف همه‌پرسی پرهیز از قانون‌گذاری برخلاف نظر اکثریت جامعه است. در نظام‌های ریاستی و پارلمانی جدید، از همه‌پرسی تنها برای تصویب قانون اساسی یا تغییر اساسی در حکومت بهره می‌گیرند؛ ولی در برخی جامعه‌های کوچک برای همهٔ امور رأی همگان پرسیده می‌شود. همه‌پرسی در جوامع مردم‌سالار، بدین گونه است که دو طرف یک جامعه اعم از موافقان و مخالفان با شرایط از پیش تعیین شده بر روی یک موضوع به تفاهم می‌رسند، و حکومت یا دولتی بی‌طرف به عنوان واسطه وظیفه همه‌پرسی (رفراندوم) را به عهده می‌گیرد. همین‌طور کشور بی‌طرف تعهد می‌کند که نتایج را با رعایت پروتکل‌های امنیتی در کشور طرف همه‌پرسی برگزار کند.

## انواع همه‌پرسی
دو نوع همه‌پرسی وجود دارد: اختیاری و اجباری. همه‌پرسی اجباری معمولاً برای تصویب قانون اساسی یا متمّم آن است. در همه‌پرسی اختیاری نمایندگان مجلس ممکن است با اکثریّت قاطع مسئله‌ای را به رأی عمومی واگذارند یا دولت، در غیاب مجلس یا به رغم آن، موضوعی را به رأی عمومی بگذارد. امکان دیگر همه‌پرسی با درخواست همگانی است. بدین صورت که اگر مجلس قانون‌گذاری به میل خود موضوعی را به همه‌پرسی نگذارد، کسانی از مردم که صلاحیت رأی دادن دارند، ممکن است درخواستی را امضاء کنند که موضوع به رأی عمومی گذاشته شود. شمار لازم برای این درخواست، بر حسب قوانین کشورها، از ۵ تا ۱۵ درصد مجموع رأی دهندگان در آخرین انتخابات است.

## تاریخچه
وقتی انسان‌های پیش از تاریخ به شکار و جمع‌آوری میوه مشغول بودند، وجود دولت یا فرمانروایانی برای کنترل جامعه ضرورت نداشت.
ولی با رشد جمعیّت و به وجود آمدن دولت -شهرها، لازم بود تا عده‌ای از مردم به عنوان فرمانروا یا حاکم برای سازماندهی امور جامعه، قدرت را به دست بگیرند یا از طرف مردم به این مقام برگزیده شوند.
یافته‌های باستان‌شناسی و مدارک به دست آمده از گذشتگان نشان می‌دهد که در بخش‌هایی از بین‌النهرین، هندوستان و در بخش‌هایی از ایران، مجالسی وجود داشت که منتخبان و بزرگان شهر در آن جمع می‌شدند و پیرامون مسائل مهم و بیشتر از همه در مورد جنگ تصمیم می‌گرفتند.
البته هیچ گونه کنترل کامل و دقیقی بر رفتار این حاکمان اعمال نمی‌شد و رفتار و خواسته‌های حاکمان خود به خود به عنوان قانون تلقّی می‌گردید.
اما پس از مدّتی نظام حکومتی جدیدی شکل گرفت که نقش مردم در آن پررنگ بود: در سال ۵۰۸ پیش از میلاد مسیح، نظام حکومتی جدیدی به نام حکومت مردم بر مردم در دولت شهرهای یونان شکل گرفت. این نظام «دموکراسیا» نامیده می‌شد که متشکّل از دو کلمه «دموس» به معنی مردم و «کراسیا» به معنی فرمانروایی و در نهایت به معنی مشارکت مستقیم مردم و شهروندان در اداره جامعه بود.
مردم در نشست‌هایی گرد هم می‌آمدند و در مورد موضوعات و مسائل مهم، مذاکره و مشورت و سپس بین خود رای‌گیری می‌کردند و تصمیم نهایی را می‌گرفتند.
پس از یونان، روم هم شیوه حکومتی جمهوری را برای اداره کشور انتخاب کرد: رومی‌های باستان در سال ۵۰۹ پیش از میلاد، حکومت پادشاهی را برانداختند و نظام جمهوری برقرار کردند.
برای اوّلین بار حکومت موروثی از بین رفت و رومی‌ها به این نتیجه رسیدند که مردم نمایندگان مجلس را انتخاب کنند و امپراتور توسط نمایندگان مردم به قدرت برسد و توسط همان مجلس تحت کنترل و نظارت باشد. در واقع معنی "جمهوری" به معنی "حکومت مردم" است" البتّه این شیوه حکومتی هم در روند شکل‌گیری و پیشرفت خود تغییرات زیادی داشت.
پاتریستن‌ها که اشراف‌زاده و از طبقات مرفه جامعه بودند، خود را وارثان مادام العمر سنا دانسته و به عوام اجازه ورود به مجلس و شرکت در تصمیم‌گیری‌ها را نمی‌دادند.
اما مردم عادی خواهان شرکت هرچه بیشتر در روند اداره کشور بودند. در اثر اعتراضات مردم، مجلس دیگری به نام عوام تشکیل شد. این مجلس حق قانون‌گذاری نداشت اما می‌توانست با ارسال نمایندگانی به جلسات سنا، در تصویب قوانین نظارت عموم مردم را اعمال یا از تصویب قوانینی علیه منافع مردم جلوگیری کند.
البته این تغییرات در شیوه حکومت به همین‌جا ختم نشده و در سراسر جهان همواره بحث‌های زیادی بر سر شیوه حکومت شده است. گاه حتی مردم برای اجرای حق خود در انتخاب شیوه اداره امور کشور شان انقلاب کرده‌اند مانند انقلاب فرانسه.